# Henry V (film, 1989)
Pour les articles homonymes, voir Henry V et Henry.
Pour plus de détails, voir Fiche technique et Distribution.
Henry V est un film britannique réalisé par Kenneth Branagh et sorti en 1989.
Il s'agit d'une adaptation cinématographique de la pièce de théâtre du même nom de William Shakespeare. Il s'agit de la première réalisation de l'acteur Kenneth Branagh, qui adaptera par la suite d'autres pièces de William Shakespeare.

## Synopsis
En 1414, Henri V, roi d'Angleterre depuis un an et la mort de son père, relance la guerre contre le royaume de France, revendiquant son droit à la couronne de France. En route vers la France, le jeune souverain va devoir faire face à ses propres doutes et au moral en berne de ses troupes. Arrivé sur le continent, Henri V ne va finalement rencontrer que très peu de résistance. Il entreprend alors le siège d'Harfleur.

## Fiche technique
- Titre original et français : Henry V
- Réalisation : Kenneth Branagh
- Scénario : Kenneth Branagh, d'après la pièce Henry V de William Shakespeare
- Musique : Patrick Doyle
- Décors : Tim Harvey
- Costumes : Phyllis Dalton
- Photographie : Kenneth MacMillan
- Montage : Michael Bradsell
- Production : Bruce Sharman
- Sociétés de production : Renaissance Films et BBC
- Distribution : Curzon Film Distributors (Royaume-Uni), AFMD (France)
- Pays de production :  Royaume-Uni
- Langues originales : anglais, français
- Genre : drame biographique et historique, guerre, action
- Format : Couleur
- Durée : 137 minutes
- Dates de sortie[1] : 
  - Royaume-Uni : 6 octobre 1989 (à Londres)
  - France : 16 janvier 1991

## Distribution
- Kenneth Branagh (VF : Gérard Depardieu) : le roi Henri V
- Christian Bale : Robin
- Emma Thompson (VF : Caroline Silhol) : Catherine de Valois
- Robbie Coltrane (VF : Étienne Bierry) : Falstaff
- Derek Jacobi : le narrateur
- Simon Shepherd (VF : Éric Herson-Macarel) : Gloucester
- Ian Holm (VF : Pierre Vaneck) : Fluellen
- James Larkin (VF : Daniel Rivière) : Bedford
- Brian Blessed (VF : Claude Brosset) : Exeter
- James Simmons (VF : Michel Weinstadt) : 
York
- Charles Kay (VF : Paul-Émile Deiber) : Canterbury
- Alec McCowen (VF : André Thorent) : Ely
- Fabian Cartwright (VF : Bernard Gabay) : Cambridge
- Stephen Simms (VF : Jean-Philippe Puymartin) : Scroop
- Jay Villiers (VF : Thierry Frémont) : Grey
- Edward Jewesbury (VF : Robert Le Béal) : Erpingham
- Danny Webb (VF : Christian Visine) : Gower
- Jimmy Yuill (VF : Jean-Jacques Moreau) : Jamy
- John Sessions (VF : Rémy Kirch) : Macmorris
- Richard Briers (VF : Teddy Bilis) : Bardolph
- Geraldine McEwan (VF : Jacqueline Staup) : Alice
- Judi Dench (VF : Liliane Rovère) : Nell Quickly
- Paul Scofield (VF : Henri Virlogeux) : Charles VI de France
- Michael Maloney (VF : Frédéric van den Driessche) : le dauphin
- Richard Clifford (VF : Pierre Dourlens) : le duc d'Orléans
- Christopher Ravenscroft (VF : Jean-Pierre Andréani) : Montjoie
- Richard Easton (VF : Denis Manuel) : le connétable
- Patrick Doyle : le premier homme chantant à la bataille d'Azincourt (caméo)

## Production
Pour son premier film comme réalisateur, Kenneth Branagh modifie l’œuvre original en incorporant notamment des scènes flashback tirées de Henri IV (première partie) et Henri IV (deuxième partie) notamment avec la présence du personnage de Falstaff.
Ian McKellen a refusé un rôle dans le film.
Le tournage a lieu d'octobre à décembre 1988. Il se déroule principalement dans les studios de Shepperton ainsi que dans le Sussex de l'Est. Le film a été entièrement tourné dans l'ordre chronologique de l'histoire[réf. nécessaire].

## Distinctions principales
Source et distinctions complètes : Internet Movie Database

### Récompenses
- National Board of Review Awards 1989 : Top Ten Films
- Oscars 1990 : meilleurs costumes pour Phyllis Dalton
- British Academy Film Awards 1990 : meilleur réalisateur pour Kenneth Branagh et meilleur réalisateur pour Kenneth Branagh

### Nominations
- Oscars 1990 : meilleur acteur pour Kenneth Branagh et meilleur réalisateur pour Kenneth Branagh
- British Academy Film Awards 1990 : meilleur acteur pour Kenneth Branagh, meilleurs décors, meilleurs costumes, meilleure photographie et meilleur son